# Општина Какањ
Какањ је општина у Федерацији Босне и Херцеговине, БиХ. Општина припада Зеничко-добојском кантону. Сједиште општине је насеље Какањ.
Општина заузима површину од 462 km2. После потписивања Дејтонског споразума, општина Какањ је у цјелини ушла у састав Федерације БиХ.

## Становништво
По последњем службеном попису становништва из 1991. године, општина Какањ је имала 55.950 становника, распоређених у 106 насељених мјеста.
| Националност       | 1991.           | 1981.           | 1971.           |
| Муслимани          | 30.528 (54,56%) | 27.393 (52,55%) | 25.142 (52,84%) |
| Хрвати             | 16.556 (29,59%) | 16.016 (30,72%) | 15.479 (32,53%) |
| Срби               | 4.929 (8,80%)   | 5.182 (9,94%)   | 6.233 (13,10%)  |
| Југословени        | 2.554 (4,56%)   | 2.298 (4,40%)   | 301 (0,63%)     |
| остали и непознато | 1.383 (2,47%)   | 1.238 (2,37%)   | 425 (0,89%)     |
| Укупно             | 55.950          | 52.127          | 47.580          |

1. ↑  Муслимани се данас углавном изјашњавају као Бошњаци.

## Насељена мјеста
Алагићи, Басташићи, Башићи, Бичер, Бијеле Воде, Бијело Поље, Биљешево, Бистрик-Црквењак, Биштрани, Бјелавићи, Босна, Брежани, Брњ, Брњиц, Буковље, Црнач, Чатићи, Данци, Десетник, Добој, Доња Папратница, Доњи Бањевац, Доњи Какањ, Доњи Лучани, Драчићи, Дријен, Дубово Брдо, Думанац, Гора, Горња Папратница, Горњи Бањевац, Горњи Лучани, Говедовићи, Градац, Гроце, Халиновићи, Хаљинићи, Хаусовићи, Хоџићи, Храсно, Храстовац, Ивница, Јавор, Јеховина, Јеревице, Језеро, Какањ, Караула, Караулско Поље, Кланац, Конџило, Копривница, Краљевска Сутјеска, Кршевац, Кучићи, Кујавче, Липница, Лучићи, Луково Брдо, Маријина Вода, Миљачићи, Миочи, Модриње, Мрамор, Нажбиљ, Обре, Папратно, Павловићи, Педићи, Подбјелавићи, Подборје, Пољани, Пољице, Попе, Попржена Гора, Ратањ, Рибница, Ричица, Ројин Поток, Сарановићи, Себиње, Семетиш, Сеоце, Слагошчићи, Слапница, Сливањ, Сливнице, Сопотница, Старпосле, Суботиње, Термоелектрана, Тешево, Тичићи, Тршће, Туралићи, Турбићи, Варалићи, Велики Трновци, Видуша, Вртлиште, Вукановићи, Заграђе, Згошћа, Злокуће, Жељезничка Станица Какањ и Живаљи